# Barattage de la Mer de lait

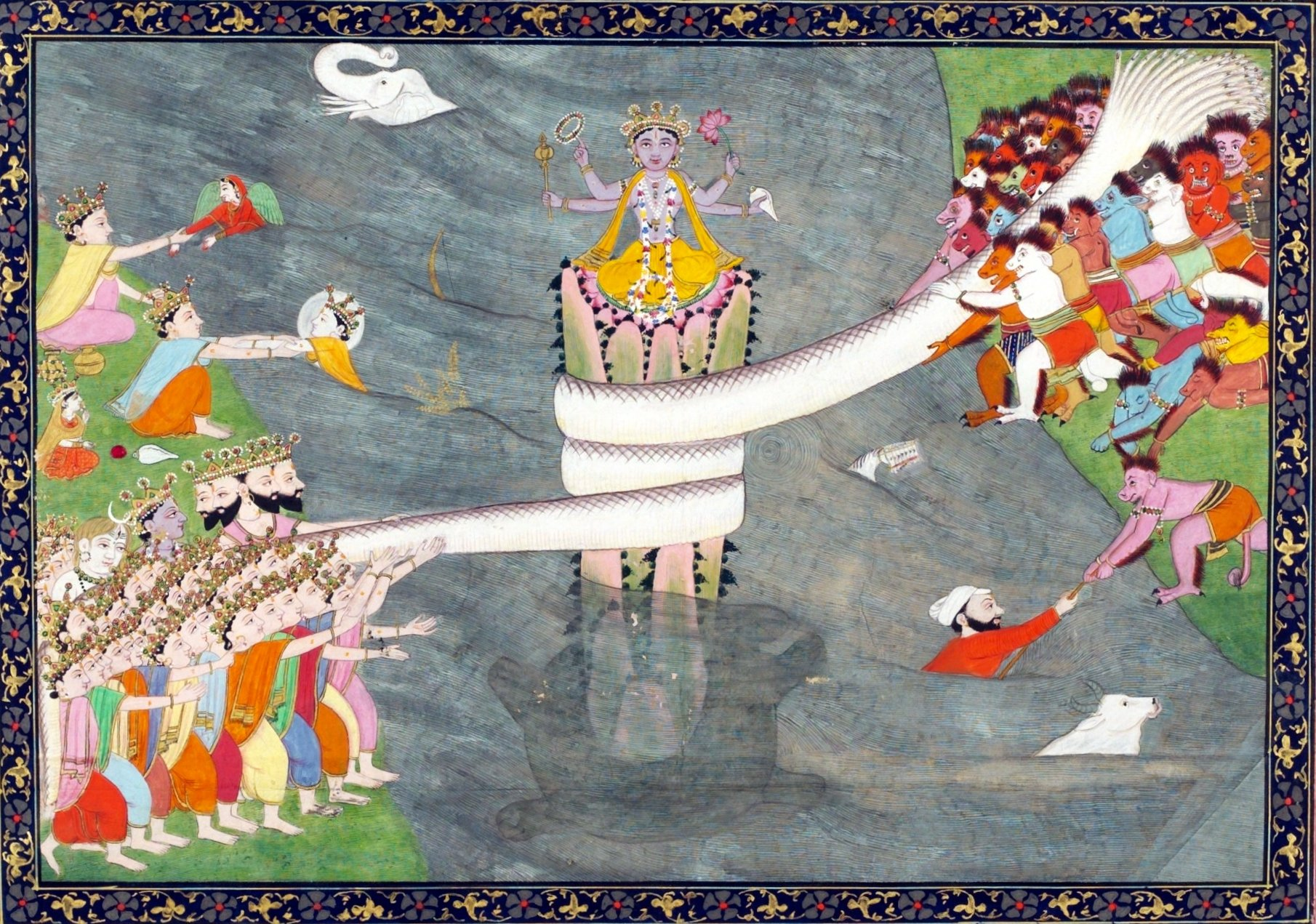
Apparition de la tortue Akûpâra (avatar de Vishnou) lors du barattage de la Mer de lait. Peinture Pahari de style École du Garhwal, réalisée vers 1860 et 1870.

Le barattage de la Mer de lait (ou de l'Océan de lait) - le Kshirasagara manthana, aussi plus simplement appelé barattage de l'océan : samudra manthana et sagara manthana ou barattage du nectar : amrita manthana - est un mythe cosmologique de l'hindouisme.
Au début des temps, les dieux ou deva et les démons ou asura, qui étaient alors tous mortels, étaient en lutte pour la maîtrise du monde. Les deva, affaiblis et vaincus, demandèrent l'assistance de Vishnou qui leur proposa d'unir leurs forces à celles des asura dans le but d'extraire l'amrita, le nectar d'immortalité de Kshirodadhî, la Mer de Lait. Pour ce faire, ils devaient jeter des herbes magiques dans la mer, renverser le mont Mandara (en) de façon à poser son sommet sur la carapace de la tortue Akûpâra, un avatar de Vishnou, et utiliser le serpent Vâsuki, le roi des Nâgas, pour mettre la montagne en rotation en tirant alternativement.

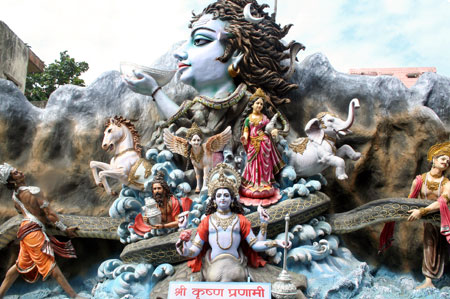
Shiva boit le poison issu du barattage, à gauche les démons, à droite les dieux. Haridwar, temple de Shri Krishna Pranami.

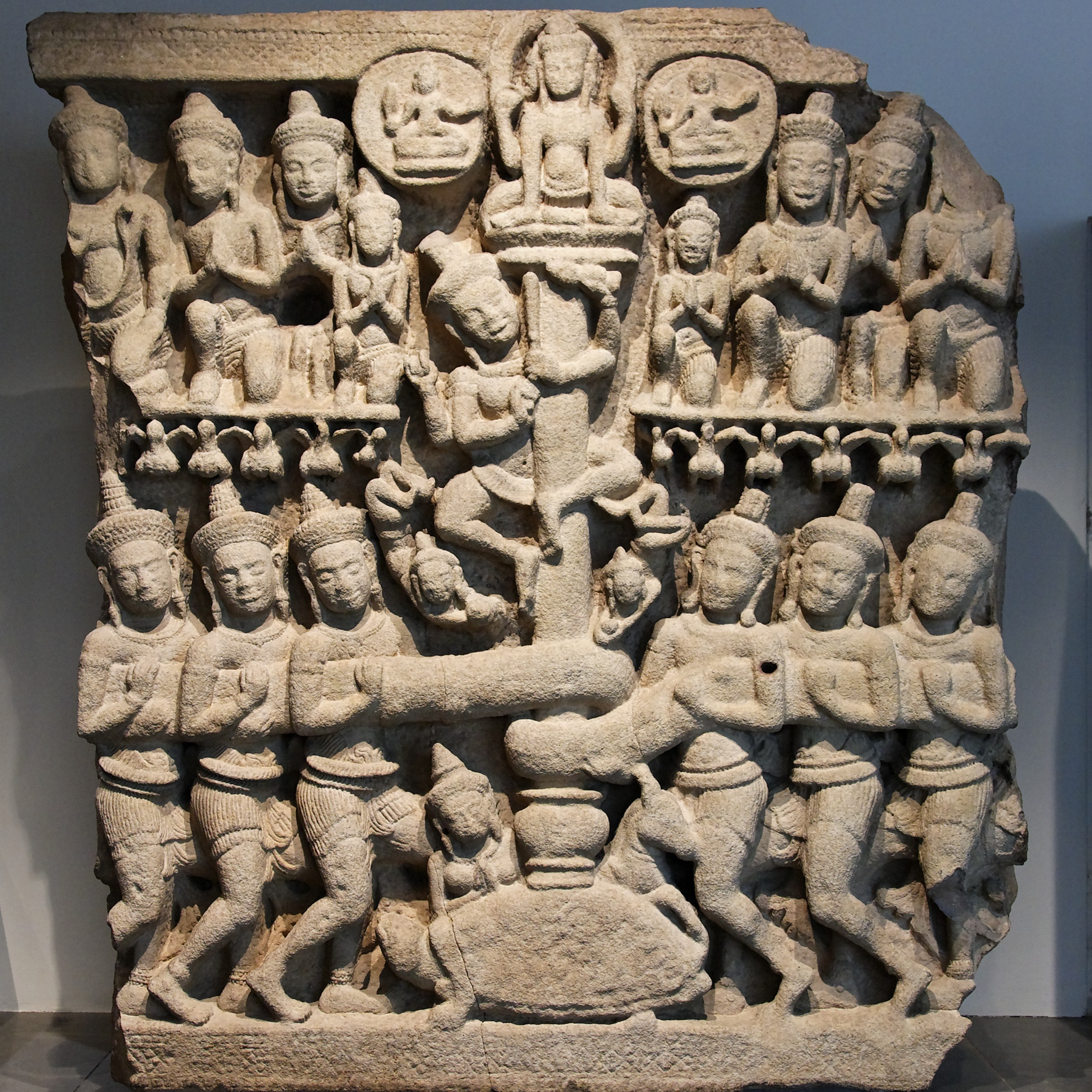
Fragment de tympan du Prasat Phnom Da, style d'Angkor Vat, première moitié du XIIe siècle. Au registre inférieur, les dieux et les démons utilisent le corps de Vasuki pour baratter l'océan de lait.
Musée Guimet, Paris.

Après mille ans d'effort, le barattage produisit alors un certain nombre d'objets extraordinaires et d'êtres merveilleux : 
- Kâlakûta ou Hâla-Hala, un poison violent que Shiva but avant qu'il ne se répande et détruise le monde. Il en conservera une marque bleue à la gorge. À la suite de cela, il acquit le nom de Neelkantha gorge bleue. Cependant quelques gouttes s'échappèrent et furent léchées par les serpents et les scorpions et sont à l'origine de leur venin ;
- Surabhî, la vache d'abondance, source perpétuelle de lait et de beurre, qui satisfait tous les besoins ;
- Vârunî, la déesse du vin, roulant des yeux, fille de Varuna ;
- Pârijâta, l'arbre du paradis parfumant le monde de la fragrance de ses fleurs ;
- Chandra, la lune dont Shiva para sa chevelure ;
- Uchaishravas, le cheval blanc, l'ancêtre de tous les chevaux, dont les sept bouches symbolisent les sept couleurs de l'arc-en-ciel[3] ;
- Airâvata, l'éléphant blanc qui devint la monture d'Indra ;
- les Apsarâs ou nymphes célestes ;
- Shrî (Lakshmî), la déesse de la beauté et de la fortune, assise sur un lotus ;
- Kaustubha, la conscience sans défaut, le joyau qui orna ensuite la poitrine de Vishnu, et de son avatar Krishna ;
- et enfin Dhanvantari, le médecin des deva - souvent considéré comme un avatar mineur de Vishnou et futur roi de Kâshi - tenant dans ses mains une coupe, kumbha, pleine d'amrita, le nectar d'immortalité.

Aussitôt qu'ils virent ce dernier, les asura se précipitèrent sur lui et s'emparèrent de la coupe avant que les deva ne puissent intervenir. Vishnou prit alors la forme de Mohini, la femme la plus belle au monde, et tandis que les asura étaient subjugués, il s'empara de la coupe et la remit aux deva.
Rendus maintenant immortels, les deva ne pouvaient plus être vaincus et ils précipitèrent les asura aux enfers. Cependant, au cours de cette dernière lutte, quelques gouttes d'amrita tombèrent en quatre endroits de l'Inde : dans le fleuve Godâvarî à Nasik, dans la Shipra à Ujjain, et dans le Gange à Haridwar et à Prayag ou Allâhâbâd. Ces quatre villes, bénies par le nectar devinrent des lieux majeurs de pèlerinage où se tiennent les rassemblements nommés kumbhamelâ.
L'une des plus belles représentations de ce mythe hindouiste se trouve dans le complexe d'Angkor Vat au Cambodge.